# Maurizio De Giovanni

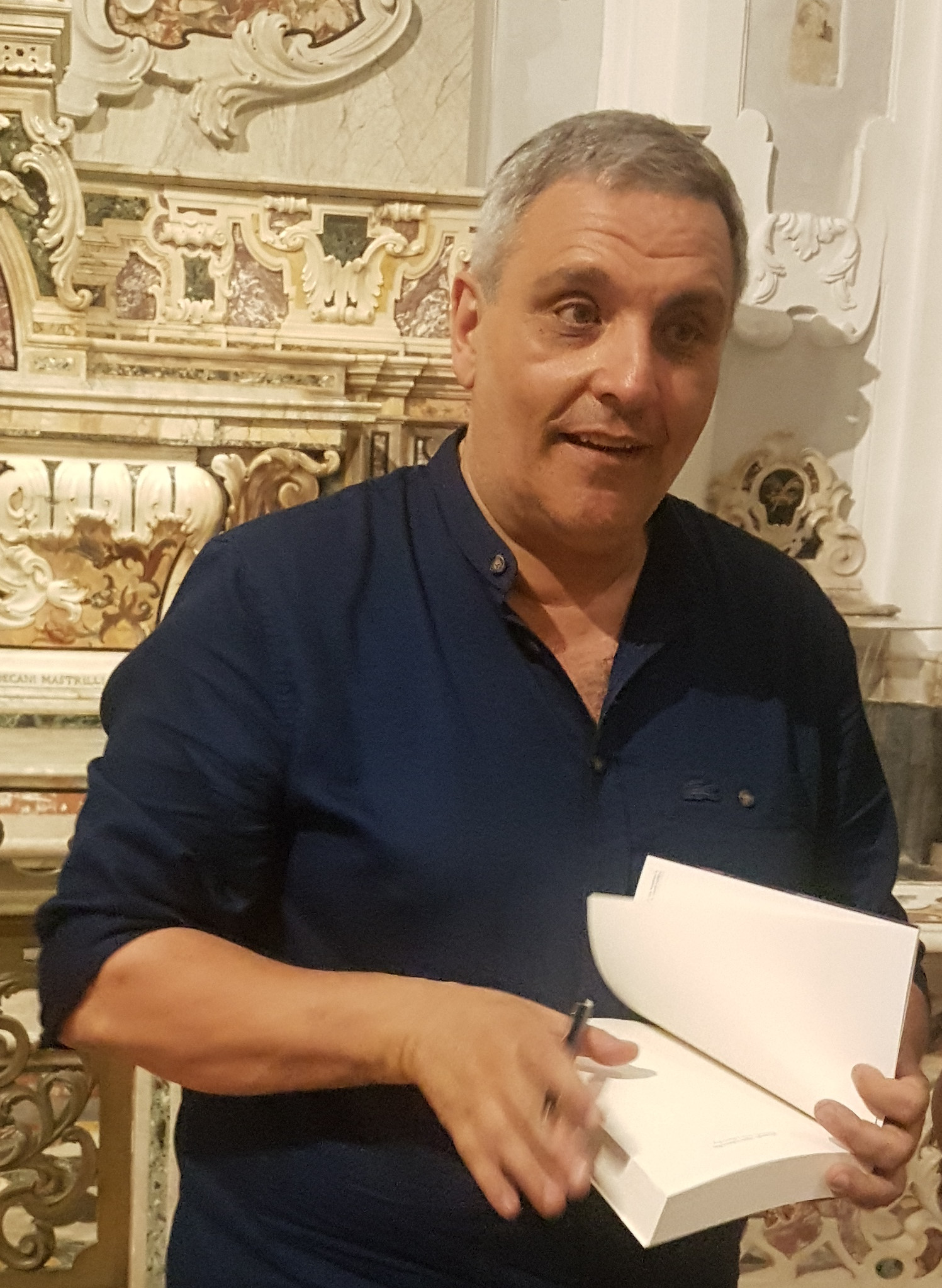
Maurizio De Giovanni

Maurizio De Giovanni (geboren 31. März 1958 in Neapel) ist ein italienischer Schriftsteller.

## Leben
Maurizio De Giovanni besuchte das Istituto Pontano in Neapel und studierte an der Universität Neapel alte Sprachen und Archäologie. Er spielte Wasserball beim Circolo Nautico Posillipo und führte als Kapitän den Verein Volturno bis in die Serie A2. Er ist ein Tifoso des SSC Neapel. Nach dem frühen Tod seines Vaters arbeitete er als Bankangestellter in Sizilien und später beim Banco di Napoli. Er ist verheiratet und hat zwei Söhne.
De Giovanni besuchte eine Schreibwerkstatt und gewann im Jahr 2005 einen Wettbewerb für Nachwuchsautoren. Er hat seither eine große Zahl von Kriminalromanen geschrieben. Er schreibt auch Sportbücher und kommentiert Sportereignisse im Fernsehen.
Die 2006 mit Le lacrime del pagliaccio begonnene Serie Commissario Ricciardi ist in den 1930er Jahren im italienischen Faschismus angesiedelt. 2012 legte er mit dem Kriminalroman Il metodo del coccodrillo eine zweite Serie mit dem Ispettore Lojacono auf, die in der Gegenwart Süditaliens spielt, dieser erste Roman erhielt 2012 den Premio Giorgio Scerbanenco.

## Werke (Auswahl)

### Reihe Commissario Ricciardi
- Le lacrime del pagliaccio. Graus, 2006 (= Il senso del dolore. L'inverno del commissario Ricciardi)
  - Der Winter des Commissario Ricciardi. Übersetzung Carla Juergens. Berlin: Suhrkamp, 2009
- La condanna del sangue. La primavera del commissario Ricciardi. Fandango, 2008
  - Der Frühling des Commissario Ricciardi. Übersetzung Doris Nobilia. Berlin: Suhrkamp, 2010
- Il posto di ognuno. L'estate del commissario Ricciardi. Fandango, 2009
  - Der Sommer des Commissario Ricciardi. Übersetzung Doris Nobilia. Berlin: Suhrkamp, 2011
- Il giorno dei morti. L'autunno del commissario Ricciardi, 2010
  - Ein zufälliger Tod, 2009
- Per mano mia. Il Natale del commissario Ricciardi. Einaudi, 2011
  - Die Gabe des Commissario Ricciardi. Übersetzung Doris Nobilia. Berlin: Insel, 2012
- Vipera. Nessuna resurrezione per il commissario Ricciardi. Einaudi, 2012
  - Die Versuchung des Commissario Ricciardi. Übersetzung Doris Nobilia. Berlin: Insel, 2014
- In fondo al tuo cuore. Inferno per il commissario Ricciardi. Einaudi, 2014
  - Die Klagen der Toten: ein Fall für Commissario Ricciardi. Übersetzung Judith Schwaab. München: Goldmann, 2015
- Anime di vetro. Falene per il commissario Ricciardi. 2015
  - Nacht über Neapel: ein Fall für Commissario Ricciardi. Übersetzung Judith Schwaab. München: Goldmann, 2016
- Serenata senza nome. 2016
  - Abendlied für einen Mörder: ein Fall für Commissario Ricciardi. Übersetzung Judith Schwaab. München: Goldmann, 2017
- Rondini d'inverno. Sipario per il commissario. 2017
- Il purgatorio dell'angelo. 2018
- Il pianto dell'alba. 2019
- Caminito. 2022
- Soledad. 2023
- Volver. 2024

### Reihe I bastardi di Pizzofalcone / Inspektor Lojacono
- Il metodo del coccodrillo. Mondadori, 2012
  - Das Krokodil. Übersetzung Susanne van Volxem. Rowohlt, Reinbek bei Hamburg 2014
- I bastardi di Pizzofalcone. Einaudi, 2013
  - Die Gauner von Pizzofalcone. Übersetzung Susanne van Volxem. Kindler, Reinbek bei Hamburg 2015
- Buio per i bastardi di Pizzofalcone. 2013
  - Der dunkle Ritter. Lojacono ermittelt in Neapel. Übersetzung Susanne van Volxem. Kindler, Reinbek bei Hamburg 2016
- Gelo per i bastardi di Pizzofalcone. 2014
  - Frost in Neapel. Lojacono ermittelt in Neapel. Übersetzung Olaf M. Roth, Susanne van Volxem. Kindler, Reinbeck bei Hamburg 2018
- Cuccioli per i bastardi di Pizzofalcone. 2015
- Pane per i bastardi di Pizzofalcon. 2016
- Vita quotidiana dei Bastardi di Pizzofalcone. 2017
- Vuoto per i bastardi di Pizzofalcone. 2018
- Nozze per i bastardi di Pizzofalcone. 2019
- Fiori per i bastardi di Pizzofalcone. 2020
- Angeli per i bastardi di Pizzofalcone. 2021
- Pioggia per i bastardi di Pizzofalcone. 2024

### Reihe Sara
- Sara che aspetta, 2018
- Sara al tramonto, 2018
- Le parole di Sara, 2019
- Una lettera per Sara, 2020
- Gli occhi di Sara, 2021
- Un volo per Sara, 2022
- Sorelle, 2023
- Il pappagallo muto, 2025

## Verfilmungen

### I bastardi di Pizzofalcone
Die TV-Serie I bastardi di Pizzofalcone von RAI 1 beruht auf der gleichnamigen Romanreihe von Maurizio De Giovanni aus dem Jahr 2013. Die Serie handelt von einem ungewöhnlichen Ermittlerteam in Neapel und umfasst vier Staffeln mit insgesamt 22 Episoden.
- 2017 1. Staffel (6 Episoden)
- 2019 2. Staffel (6 Episoden)
- 2021 3. Staffel (6 Episoden)
- 2023 4. Staffel (4 Episoden)

### Il commissario Ricciardi
Die Verfilmung von De Giovannis größter Buchreihe, Commissario Ricciardi, begann 2021. Bislang sind drei Staffeln mit insgesamt 16 Episoden erschienen. Die Serie von Rai 1 spielt in den 1930er Jahren in Neapel.
- 2021 1. Staffel (6 Episoden)
- 2023 2. Staffel (4 Episoden)
- 2025 3. Staffel (6 Episoden)

### Sara
Sara – Die Frau im Schatten (Originaltitel: Sara: La donna nell’ombra) ist eine italienische Netflix-Fernsehserie aus dem Jahr 2025. Sie basiert auf der Verfilmung der ersten drei Romane der Sara-Reihe von Maurizio De Giovanni (Sara che aspetta, Sara al tramonto und Le parole di Sara). Die Serie, die in Neapel spielt, erzählt die Geschichte der ehemaligen Geheimagentin Sara Morozzi, gespielt von Teresa Saponangelo, die nach dem mysteriösen Tod ihres Sohnes Giorgio aus dem Ruhestand zurückkehrt, um die Wahrheit hinter seinem Tod aufzudecken.